# Michael Steindl (Dramaturg)
Michael Josef Steindl (* 24. März 1966 in Traunstein) ist ein deutscher Dramaturg und Theaterregisseur.

## Ausbildung
Zwischen 1987 und 1991 absolvierte Steindl eine Dramaturgie-Ausbildung an der Theaterakademie Spielstatt Ulm, die er mit der Dramaturgie zu Goethes Faust I (Regie: Ingrid Lausund) abschloss. Daraufhin begann er mit freier Theaterarbeit in Ulm und Berlin.
Ab 1992 folgte ein Studium der Theater-, Film- und Medienwissenschaft (Nebenfächer: Germanistik; Kinder- und Jugendbuchliteratur) an der Johann-Wolfgang-Goethe-Universität Frankfurt am Main. Hier erfolgte 1998 der Abschluss als Master of Arts.

## Beruf
Während seines Studiums in Frankfurt am Main war Steindl als Regisseur bei der Friedrichsdorfer Amateurtheatergruppe Theater Tabu tätig. Zu den sieben Regiearbeiten dort gehört auch eine Inszenierung von Eugène Ionescos Die Stühle (1994), welche zu den 13. Hanauer Amateurtheatertagen eingeladen wurde. 1994 inszenierte er am Kinder- und Jugendtheater Erfurt Georg Büchners Woyzeck, 1995 "Die sanfte Guillotine" nach Büchners Dantons Tod.
Zwischen 1998 und 2004 war Steindl am Schauspiel Essen (Intendanz: Jürgen Bosse) als Dramaturg engagiert. Neben der Zusammenarbeit mit u. a. Katharina Kreuzhage, Natascha Kalmbach, Matthias Kniesbeck und Jörn Udo Kortmann, begleitete er dort den Jugendclub Spieltrieb. Dabei erhielten die Produktionen "Das brennende Dorf" (von R. W. Fassbinder nach Lope de Vega) (Regie: Jörn Udo Kortmann) von 2001 und "Out of paradise" (2002), basierend auf Imre Madáchs "Die Tragödie des Menschen" jeweils Einladungen zum "Bundestreffen der Jugendclubs an Theatern" nach Mainz bzw. Jena.
Seit 2004 ist Michael Steindl künstlerischer Leiter des Schauspiels am Theater Duisburg. Im Jahr 2005 erfolgte durch ihn dort die Gründung von Spieltrieb – Jugendclub im Theater Duisburg, in dem er als Leiter, Regisseur und Dramaturg regelmäßig Projekte übernimmt.
Seit 2008 verbindet ihn eine kontinuierliche Zusammenarbeit mit dem Schauspieler Michael Altmann.
Im Jahr 2010 wurde Steindl der Ehrentitel „Bürger des Jahres“ durch den Hauptausschuss Duisburger Karneval verliehen.

## Inszenierungen am Theater Duisburg
- 2005 – Der Glöckner von Notre Dame von Victor Hugo (Spieltrieb)
- 2006 – Mädchen:träume (Spieltrieb-Eigenproduktion)
- 2006 – "Futuressencexxx 2006" (Spieltrieb-Eigenproduktion)
- 2007 – Emilia Galotti von G. E. Lessing (Spieltrieb)
- 2008 – Lenz nach Georg Büchner (Spieltrieb)
- 2009 – Der trojanische Krieg findet nicht statt von Jean Giraudoux (Spieltrieb)
- 2009 – Hautnah von Patrick Marber (Spieltrieb); Eingeladen zur neanderland BIENNALE 2011
- 2009 – Enigma von Eric-Emmanuel Schmitt
- 2010 – Cyrano von Bergerac von Edmond Rostand (Spieltrieb)
- 2011 – Salzwasser von Conor McPherson (Spieltrieb)
- 2012 – Ein Spiel vom Jedermann (Spieltrieb)
- 2012 – Die Stühle von Eugène Ionesco
- 2013 – Othello von W. Shakespeare bearbeitet von F. Zaimoglu und G. Senkel (Spieltrieb)